# Ahti Karjalainen
Ahti Kalle Samuli Karjalainen, född 10 februari 1923 i Kuitula by, Hirvensalmi kommun, död 7 september 1990 i Helsingfors, var en finländsk politiker (centerpartist) och centralbankschef. Han var Finlands utrikesminister och statsminister i flera perioder.
Karjalainen var statsminister 1962–63 och 1970–71 och utrikesminister 1961–62, 1964–70 och 1972–75. Han brukar betraktas som en av de mest inflytelserika politikerna i efterkrigstidens Finland, och var fram till 1970-talet en av president Urho Kekkonens närmaste medarbetare.

## Biografi
Karjalainen föddes i en småbrukarfamilj, och gavs trots familjens blygsamma ekonomiska situation möjlighet att studera vid S:t Michels lyceum 1935. Under vinterkriget och fortsättningskriget deltog han frivilligt som radiospanare. Efter krigsslutet började Karjalainen studera statsvetenskap vid Helsingfors universitet, där han 1946 avlade politices kandidatexamen. Han började kort därefter arbeta vid Agrarförbundets nyhetsbyrå Sanomakeskus, varifrån han 1947 blev informationssekreterare för Agrarförbundet. Från denna post kom han 1950 att få uppdraget som Urho Kekkonens sekreterare, då denne bildade sin första regering; Kekkonen och Karjalainen kom i fortsättningen att stå varandra mycket nära, och båda kom inom Agrarförbundet att bli den så kallade K-linjens främsta företrädare.
Kekkonens seger i presidentvalet 1956 innebar ett lyft för Karjalainens karriär, och i juli 1957 tillträdde han som biträdande finansminister i V.J. Sukselainens första regering. Då även Socialdemokraterna kom att ingå i regeringsunderlaget från september samma år fick Karjalainen lämna sitt ministeruppdrag, men återkom snart på samma post i den tjänstemannaregering under ledning av Rainer von Fieandt som tillträdde i november 1957. Han lämnade regeringen i mars 1958, kort innan dess avgång, sedan han genom sina kontakter med sovjetiska diplomater fått kännedom om Sovjetunionens planer på att motsätta sig Finlands medlemskap i OEEC.
Under den så kallade nattfrostkrisen 1958 stärktes Karjalainens position ytterligare, då hans egna kontakter med sovjetiska representanter fungerade trots att de officiella förbindelserna lades på is; flera besked från Kreml till president Kekkonen förmedlades via Karjalainen. I januari 1959 utsågs han till handels- och industriminister i Sukselainens andra regering, och kom främst att arbeta för att skydda Finlands position i den västeuropeiska ekonomiska sfären. Bland annat ledde Karjalainen, tillsammans med Kekkonen, de förhandlingar som gjorde att Finland från 1961 kunde delta som observatör i det europeiska frihandelssamarbetet Efta, trots motstånd från sovjetiskt håll. I ett hemligt brev hade Karjalainen förbundit sig till att Sovjetunionen skulle få ta del av Finlands samtliga Efta-fördelar, vilket stärkte det sovjetiska intresset av att Karjalainen och Kekkonen personligen skulle sitta kvar vid den politiska makten i Finland.
Det var samtidigt osäkert om Kekkonen skulle lyckas bli omvald i det förestående presidentvalet 1962; oppositionen hade 1961 lanserat Olavi Honka som sin presidentkandidat i valet. Från Sovjetunionen betraktade man Honka som ett möjligt hot mot den finländska neutraliteten, vilket kulminerade i den så kallade notkrisen senare samma år. Även denna kris löstes delvis tack vare Karjalainens sovjetiska kontakter, och efter att Kekkonen lyckats bli omvald avancerade Karjalainen till statsministerposten som ledare för en koalitionsregering 1962. 
Karjalainens regering satt kvar till december 1963, då den tvingades avgå efter interna oenigheter gällande den ekonomiska politiken. Därefter satt han oavbrutet som utrikesminister i tre olika regeringar mellan 1964 och 1970. Hans gärning på denna post bestod i första hand i att vidhålla den så kallade Paasikivi–Kekkonen-linjen, men trots detta kunde Finland 1969 ansluta sig till OECD. Under samma period utvecklade sig en spricka i relationen mellan Kekkonen och Karjalainen, främst bestående i att Kekkonen betraktade den senare som en möjlig konkurrent om presidentposten. Karjalainen hade visserligen länge betraktats som Kekkonens politiska arvtagare och troliga efterträdare, men då Karjalainen efter presidentvalet 1968 började planera en egen kandidatur inför presidentvalet 1973 ansåg Kekkonen att han gått för långt. 
Efter riksdagsvalet 1970 tillsattes en tillfällig expeditionsregering under ledning av Teuvo Aura, sedan partierna misslyckats med att bilda en majoritetsregering; på grund av den alltmer spända relationen mellan president Kekkonen och Karjalainen kom den senare inte att ingå i denna. I de förhandlingar om att förlänga VSB-avtalet mellan Finland och Sovjetunionen samma år krävde man dock från sovjetiskt håll en majoritetsregering i Finland. Kekkonen fick därför motvilligt acceptera en ny regering under Karjalainens ledning. 
Karjalainens andra period som statsminister fick hantera flera problem, främst i form av de tilltagande motsättningarna mellan arbetsmarknadens parter. Efter medling från Kekkonen nåddes ett avtal rörande inkomsterna i december 1970, det så kallade UKK-avtalet. Trots att avtalet mötte motstånd från Folkdemokraterna, som ingick i regeringsunderlaget, kom det att godkännas i riksdagen; i mars 1971 lämnade därför de folkdemokratiska ministrarna regeringen. Samtidigt hade Finland börjat känna av den internationella recession som skulle utmynna i 70-talskrisen, vilket fick regeringen att höja räntorna och beskattningen av importvaror. Oenigheter mellan Centern och Socialdemokraterna gällande den ekonomiska politiken ledde till att president Kekkonen i oktober 1971 upplöste regeringen och utlyste nyval till januari 1972, då han ansåg att regeringssamarbetet hade strandat. 
Efter två kortlivade minoritetsregeringar under ledning av Teuvo Aura och Socialdemokraternas Rafael Paasio utsågs en regering under Kalevi Sorsa i september 1972, där Karjalainen åter innehade posten som utrikesminister. På grund av den starka ekonomiska tillväxten i Finland under denna tid kunde regeringen till en början genomföra flera socialpolitiska reformer, men då konsekvenserna av oljekrisen nådde Finland försämrades förutsättningarna för detta. Regeringen avgick sommaren 1975.
Karjalainen är begravd på Sandudds begravningsplats i Helsingfors.

## Utmärkelser
- Storkors av Sankt Olavs orden,  1961[2]
- Storkorset av isländska falkorden,  1967[3]
- Riddare med storkors av Sankt Mikaels och Sankt Georgsorden,  1969[4]
- Storkorset av Isabella den katolskas orden,  1975[5]
- Tunisiens självständighetsorden[6]
- Första graden av Tudor Vladimirescu-orden[6]
- Storkorset av Oranien-Nassauorden[6]
- Tunisiens republikorden[6]
- Storkors av Piusorden[6]
- Storkorset av Mexikanska Aztekiska Örnorden[6]
- Kommendör med stora korset av Nordstjärneorden[6]
- Storkors av  Vita lejonets orden[6]
- Folkrepubliken Ungerns flaggorden[6]
- Folkrepubliken Bulgariens orden[6]
- Kommendörstecknet av Finlands Lejons orden[6]
- Storkorset av Finlands Vita Ros’ orden[6]
- Kommendör med stjärna av Polonia Restituta[6]
- Frihetsmedaljens 2. klass[6]
- Stora gyllene hedersmedaljen av Österrikiska republikens förtjänstorden[6]
- Egyptens förtjänstorden[6]
- Storkors av Kronorden[6]
- Folkens vänskapsorden[7]

[Redigera Wikidata]